# Port Beaufort
Port Beaufort is een dorp in de Zuid-Afrikaanse provincie West-Kaap aan de monding van de Breederivier. Port Beaufort behoort tot de gemeente Hessequa dat onderdeel van het district Tuinroute is.